# Stefanija Turkevič
Stefanija Turkevič Lukjanovič (ukrajinsko Стефа́нія Турке́вич Лукіяно́вич, do 1937), oziroma Stefanija Turkevič Lisovska (Стефанія Туркевич Лісовська) - prvič poročena Lisovska, vdrugič Lukjanovič, ukrajinska skladateljica, pianistka in muzikologinja, * 25. april 1898, Lvov, Avstro-Ogrska (sedaj Ukrajina), † 8. april 1977, Cambridge, Združeno kraljestvo
Znana je kot prva skladateljica v Ukrajini.

## Življenje

### Otroštvo
Stefanijin stari oče Lev Turkevič (Лев Софронович Туркевич) kakor tudi njen oče Ivan Turkevič sta bila duhovnika. Njena mati Sofija Kormošiv (Софія Кормошів) je bila pianistka in je študirala pri Karlu Mikuliju in pri Viljemu Kurzu, ter spremljala tudi mlado Solomijo Krušelnicko.
Vsa družina je bila glasbeno nadarjena in vsi so igrali na kak inštrument. Stefanija je igrala na klavir, na harfo in na harmoniko. Skladateljica se takole spominja svojega otroštva in ljubezni do glasbe:
| Ukrajinski izvirnik | Slovenski prevod:23 |
| --- | --- |
| «Причиною тут була моя мама, яка прекрасно грала на фортепіано. Малою дитиною я пристрасно любила слухати її гру… Ну, а потім повстав у нас домашній салоновий оркестр. Грали ми в такому складі: тато на басі (хоча властиво татові піаніно, вчився у проф. Марка), мама на фортепіано, Льоньо на віолончелі, я на фісгармонії, Марійка і Зенко (учні проф. Перфецького) на скрипках. Тато також заснував наш домашній хор — ставив наші перші кроки в музиці. Ніколи не жалів грошей на нашу музичну освіту» | V središču vsega je bila moja mama, ki je čudovito igrala na klavir. Kot otrok sem zelo rada poslušala njeno igranje. Nato je pri nas nastal hišni orkester. Igrali smo takole: oče na basu (čeprav je njegov oče igral klavir, se je učil pri profesorju Marku), mama na klavirju, Ljonjo na violončelu, jaz na harmoniki, Marijka in Zenko (študent pri profesorju Perfeckemu) na goslih. Oče je ustanovil tudi družinski pevski zbor. To so bili naši prvi koraki v svet glasbe. Oče ni nikoli skoparil z denarjem ali obžaloval stroškov, kadar je šlo za naše glasbeno uveljavljanje. |

### Šolanje, ustvarjanje in družina
Stefanija je začela študij glasbe pri Vasiliju Barvinskem. Od 1914 do 1916 je študirala na Dunaju klavir pri Viljemu Kurzu.
Po prvi svetovni vojni je študirala pri Adolfu Chybińskem. na Univerzi v Lvovu, in se tudi udeležila njegovih predavanj o glasbeni teoriji na Lvovskem konservatoriju.
Leta 1919 je napisala svoje prvo glasbeno delo – Liturgijo, ki so ga večkrat uprizorili v Lvovski stolnici.
Leta 1921 je študirala pri Guidu Adlerju na dunajski univerzi in pri Josephu Marxu na Univerzi za glasbo in uprizoritvene umetnosti na Dunaju, kjer je leta 1923 diplomirala z učiteljsko diplomo.
Leta 1925 se je poročila z Robertom Lisovskim in odpotovala z njim v Berlin, kjer je živela od 1927 do 1930. Tam je študirala pri Arnoldu Schönbergu in Franzu Schrekerju. V tem obdobju, leta 1927, se je rodila njena hči Zoja (Зоя).
Leta 1930 je odpotovala v Prago na Češkoslovaškem, študirala z Zdenkom Nejedlym na Karlovi univerzi ter z Otokarjem Šinom na Praškem konservatoriju. Kompozicijo je študirala tudi z Viteslavom Novakom. Jeseni 1933 je poučevala klavir in postala korepetitorka na konservatoriju. 
Leta 1934 je zagovarjala doktorsko disertacijo o ukrajinski folklori v ruskih operah. Kot prva ženska iz tedanje Galicije je 1934 doktorirala iz glasbe. Po vrnitvi v Lvov je do začetka druge svetovne vojne je delala kot učiteljica glasbene teorije in klavirja na Lvovskem konservatoriju in postala članica Zveze ukrajinskih poklicnih glasbenikov.
Leta 1937 se je vdrugič poročila in sicer s psihiatrom in pisateljem Narcisom Lukjanovičem.

### Vojnain izseljenstvo
Jeseni 1939, po sovjetski zasedbi Zahodne Ukrajine, je Stefanija delala kot mentorica in koncertna izvedenka v Lvovski operi, od 1940 do 1941 pa je bila izredna profesorka na Lvovskem konservatoriju. Po prihodu Nemcev, ki so konservatorij zaprli, je nadaljevala poučevanje na Državni glasbeni šoli. Spomladi 1944 se je družina iz Lvova preselila na Dunaj; ko so tudi tja prišli Sovjeti, je pred komunisti pobegnila na jug Avstrije, nato pa v Italijo.
V Italiji se je zopet našla s svojim možem Narcisom, ki je služil kot zdravnik v enotah pod britanskim poveljstvom.

#### AnglijainAmerika
Jeseni 1946 se je Stefanija preselila v Združeno kraljestvo, kjer je živela v Brightonu (1947–1951), Londonu (1951–1952), Barrow Gurneyu (blizu Bristola) (1952–1962), Belfastu (Severna Irska) (1962–1973) in Cambridgeu (od 1973).
Po letu 1950 se je vrnila k skladanju. Občasno je znova nastopala kot pianistka, zlasti 1957 na vrsti koncertov v ukrajinskih skupnostih v Angliji in leta 1959 na koncertu klavirske glasbe v Bristolu. Bila je članica Britanskega Društva skladateljic in glasbenic (ki je obstajalo do leta 1972).
Skladala je še naprej v 1970-ih.

### OperaOksanino srce
Njeno opero Oksanino srce so predvajali v Winnipegu v Kanadi leta 1970 v Koncertni dvorani Centennial pod umetniškim vodstvom njene sestre Irene.
To otroško opero so občinstvu predstavili takole: 
| Angleški izvirnik | Slovenski prevod |
| --- | --- |
| Centennial Concert Hall – Sunday at 7:30 p.m.: Ukrainian Children’s Theatre presents Heart of Oksana, an opera by Stefania Turkevich-Lukianovich, which is the story of a girl meeting mythological figures in an enchanted forest as she searches for her lost brothers. | Koncertna dvorana Centennial - nedelja ob 19.30. Ukrajinsko otroško gledališče predvaja opero Stefanije Turkevič-Lukjanovič Oksanino srce. To je zgodba o deklici, ki se v začaranem gozdu srečuje z bajeslovnimi liki, ko išče izgubljene brate. |

## Smrt in spomin
Stefanija Turkevič je umrla 8. aprila 1977 v Cambridgeu v Angliji.
Njene skladbe so sodobne, ekspresionistično izrazne. V njih nahajamo tudi motive ukrajinskih ljudskih pesmi. Zaradi njenega krščansko-katoliškega in ukrajinsko zavednega prepričanja so bile njene skladbe za časa komunizma v Sovjetski zvezi prepovedane. 
Nekatera umetničina dela so predvajali v 1920-ih in 1930-ih v Lvovu in Pragi, v letih 1956–1961 v Zahodni Evropi, a v letih 1969–1970 v Kanadi. Mnoga njena dela pa še sploh niso bila postavljena na oder, čeprav so v zadnjih letih nekatera njena dela uprizorili v Kanadi in Ukrajini. 
Posnetki 20 njenih skladb je izdal na CD-ju v Kanadi Roman Kravec leta 2014 kot del zbirke »Galicijske ljudske in umetniške pesmi«.
8. novembra 2020 je bila prva predstava opere »Oksanino srce« pod vodstvom Sergija Horovca v Lvovski narodni filharmoniji Miroslava Skori. Opera, ki je bila napisana pred natanko 60 leti (1960), je bila torej šele leta 2020 prvič uprizorjena v Ukrajini. Posvečena je bila Stefanijini sestri, operni in komorni pevki Ireni Turkevič-Martinec (1899–1983), ki se je po vojni izselila v Kanado in od leta 1960 vodila Ukrajinsko otroško gledališče v Winnipegu.
Krstna predstava Stefanijine druge otroške opere »Kuc« je bila 26. decembra 2020 v Krajevni filharmoniji Črnovice.